# Double-J
Double-J（日語：だぶるじぇい），是野中英次原創、亞櫻丸作画的日本漫画作品，宣称是吊儿郎当愉快的女孩（及男孩一名）的漫画，在《週刊少年Magazine》（講談社）2009年34号开始连载。
标题「Double-J」据说是来自野中喜欢的职业摔跤的WJ。作品内容是有原作者野中作风的强力脱力系搞笑漫画，由于野中的漫画中几乎没有女性角色，本作的登场人物大半是女子高中生，由亜桜以可爱风格绘制。兩人没有直接相见（连载开始时也没有见过面）、由负责的编辑从中联系。登场人物的画风也有明显的不同，在不重要的角色里也有野中所绘的。

## 劇情簡介
作為主人公的宇佐美成功進入了自己期望的「長島高中」。這個高中必須參加社團活動，於是和自己的朋友有馬小夜一起想找個應付性的社團。她們看到了一個有格外令人注目名稱的社團，叫做「傳統技藝繼承部」。在還沒有明白其意義的情況下，她們就被吸收入部（社團）了。然後越來越不清楚其意義了。

## 登場人物
登場人物的名字，主要是从日本历史人物中取的。

### 伝統芸継承部
宇佐美 （うさみ はじめ）聲优：大橋步夕
本作主人公。15岁，是个性格天真又积极的少女，有着茶褐色的短发。和小夜寻找回家社时知道了传统技艺继承部的存在，之后加入社团。其实是棒球 Otaku ，对80年代的选手特别了解。
有马 小夜 （ありま さよ）聲优：加藤英美里
宇佐美的朋友。性格活泼，有话直说的类型。有着粉红颜色的长头发，用丝带系着单侧。和宇佐美一起知道了传统技艺继承部的存在。没正式加入社团，但是经常在社团教室露脸，所以很熟悉。嘴馋，经常吃着什么。喜欢职业摔跤。
长宗我部 彩（ちょうそかべ あや）聲优：佐藤奏美
传统技艺继承部副部长。个性温柔，特色为黑色长直发。继承了撰写签文的技艺。喜欢画漫画，曾经希望加入漫研。
佐佐 玛利亚（さっさ マリア）聲优：小见川千明
传统技艺继承部部员。寡言的娇小少女，眼睛总是半睁着。继承了为牙签雕刻沟槽的技艺。通称牙签同学，她对该称呼似乎并不接受。
北条 絵马（ほうじょう えま）聲优：竹达彩奈
传统技艺继承部部员。排水管（准确来说叫雨樋）工匠的继承人。个性认真。
鸟羽 一郎（とば いちろう）聲优：桧山修之
传统技艺继承部部长。鸟羽僧正的后代，继承了鸟兽戏画的技艺。目标为以自己加入了现代元素的鸟兽戏画入围手冢奖。坚持不会加入漫研。其实很擅长足球。家里的经济支柱，以前曾做快递等打工。
真田 静马（さなだ しずま）聲优：広桥凉
传统技艺继承部部员。具有神秘气质的少女。继承了“山雀使”的技艺，能操纵野生山雀的行动。 其实已经可以称作是超能力了。似乎有很多异性追求者。
法兰苏瓦姿 坂井（フランソワーズ さかい）聲优：小林ゆう
声（漫才）研究部部长。任性程度极其可怕，本人却无自觉。只有傲慢程度算得上是当红老牌艺人级。
对自己的搞笑才能似乎十分有自信。十分认真地对待相声职业。
鸟羽 优（とば ゆたか）聲优：石原夏织
部长的妹妹。小学生。对哥哥的漫画一直持怀疑的态度，十分担心哥哥和父亲的将来。在家里照顾家务，可以说是家里的支柱。
葛饰 北欧（かつしか ほくおう）（动画版中未出场）
漫画研究部（漫研）部长。富家子。葛饰北斋的子孙。继承了祖先的才能，高中就开始连载漫画，作品《明智光秀IN NY》大受欢迎。似乎为漫研捐助了相当多的经费。认为贫困少女很萌。
夏目 冰柱（なつめ つらら）（动画版中未出场）
冷气安装师傅。平常穿着比基尼。也许是因为冷气安装怎么都不算传统技艺而有点内疚的关系，在社内几乎都是温顺地听从大家的意见。
初的母亲（声优：松来未祐） 　　
本名未知。相貌妖艳，以至于邮局的送货员都希望到宇佐美家送快递。在家做些副业维持生计。
部长的父亲（声优：银河万丈） 　　
本名未知。胡子非常引人注目。总是带着贝雷帽。习惯隐居。严格的督促着儿子研究漫画，但是两人想法经常不一样。其实也能画出很符合现代风格的作品的作品。

## 出版一覽

### 漫畫
| 集數 | 講談社         | 講談社                 | 東立           | 東立                   |
| 集數 | 初版發行日     | ISBN                   | 初版發行日     | ISBN                   |
| ---- | -------------- | ---------------------- | -------------- | ---------------------- |
| 1    | 2010年1月15日  | ISBN 978-4-06-384242-5 | 2010年11月10日 | ISBN 978-986-106-267-9 |
| 2    | 2010年6月17日  | ISBN 978-4-06-384317-0 | 2011年3月18日  | ISBN 978-986-106-268-6 |
| 3    | 2010年11月17日 | ISBN 978-4-06-384402-3 | 2011年4月18日  | ISBN 978-986-106-833-6 |
| 4    | 2011年5月27日  | ISBN 978-4-06-384493-1 | 2011年11月8日  | ISBN 978-986-107-988-2 |
| 5    | 2011年7月15日  | ISBN 978-4-06-384523-5 | 2012年3月5日   | ISBN 978-986-108-360-5 |
| 6    | 2011年12月16日 | ISBN 978-4-06-384604-1 | 2012年7月17日  | ISBN 978-986-109-391-8 |

## 电视动画
漫畫第4巻中发表说将在《ユルアニ?》节目中动画化，已经于2011年6月28日开始播放。

### 工作人员
- 原作 - 野中英次、亜桜まる
- 編集 - 三浦敏宏、冨士川哲也
- 音楽制作 - SLF!!
- 角色设计 - 亜桜まる
- 片尾作画 - らっパル
- 动画協力 - 旭プロダクション
- 撮影協力 - 品川エトワール女子高等学校
- 監督 - 谷東

### 各集列表
| 話数   | 日文标题 | 中文标题                                | 脚本                                                         | 作画                                           |
| ------ | -------- | --------------------------------------- | ------------------------------------------------------------ | ---------------------------------------------- |
| 第1話  |          | 传统或生                                | 谷東                                                         | 斉藤晃弘、佐藤光夫、森田飛助                   |
| 第2話  |          | 不变的传统·假期                         | 谷東                                                         | 斉藤晃弘、佐藤光夫、森田飛助、宮本房枝         |
| 第3話  |          | 传统的衍生物                            | 谷東                                                         | 斉藤晃弘、佐藤光夫、森田飛助、宮本房枝         |
| 第4話  |          | 传统公开募股                            | 谷東                                                         | 佐藤光夫、大宮一仁、佐藤拳、大山裕之、中村勇介 |
| 第5話  |          | 亚传统 请！                             | 谷東                                                         | 佐藤光夫、佐藤拳、大山裕之、中村勇介           |
| 第6話  |          | 不小心滑倒了传统                        | 増本庄一郎、谷東                                             | 佐藤光夫、佐藤拳、大山裕之、中村勇介           |
| 第7話  |          | 生活中的传统艺 来自江户的传统玻璃手工艺 | 増本庄一郎、藤森俊介、中野守、谷東                           | 佐藤光夫                                       |
| 第8話  |          | 那個物件在傳統中                        | 增本庄一郎、熊本浩武、中野守、谷東                           | 佐藤光夫、佐藤拳、大山裕之、中村勇介           |
| 第9話  |          | 傳統腺腫了起來                          | 中野守、大橋隆昭、井上勝哉、中村悠、篠原由佳里、萩利恵、谷東 | 佐藤光夫、佐藤拳、大山裕之、中村勇介           |
| 第10話 |          | 傳統英二                                | 谷東                                                         | 佐藤光夫、大宮一仁、國領惠實香                 |
| 最終話 |          | 首相傳統所感                            | 中野守、谷東                                                 | 佐藤光夫、大宮一仁、佐藤拳、大山裕之、中村勇介 |

### 主題歌
「戰鬥與浪漫」
作詞・作曲・編曲 - 前山田健一 / 歌 - ももいろクローバーZ